# Glavočić repaš
Glavočić repaš (lat. Lesueurigobius suerii) riba je iz porodice glavoča (lat. Gobiidae). Naraste do 5,0 cm duljine (po drugim izvorima, njegova je veličina čak i do 9 cm), a živi na većim dubinama, i do 300 m. Svijetle je boje, s žućkastim i plavkastim područjima. Rep mu je karakterističan, u obliku romba.

## Rasprostranjenost
Glavočić repaš živi na istočnom dijelu Atlantika, i to oko Maroka i Kanarskih otoka, te po cijelom Mediteranu.

## Vanjske poveznice
|  | Zajednički poslužitelj ima još gradiva o temi Lesueurigobius suerii |